# رينيه ماير
رينيه ماير (بالفرنسية: René Mayer)‏ هو سياسي فرنسي، ولد في 4 مايو 1895 في الدائرة الثامنة في باريس في فرنسا، وتوفي في 13 ديسمبر 1972 في الدائرة السابعة في باريس في فرنسا. حزبياً، نشط في Republican, Radical and Radical-Socialist Party ‏.

## مناصب
- انتخب وزير الاقتصاد والمالية والصناعة  [لغات أخرى]‏ (24 نوفمبر 1947 – 19 يوليو 1948).
- انتخب وزير الاقتصاد والمالية والصناعة  [لغات أخرى]‏ (11 أغسطس 1951 – 7 يناير 1952).
- انتخب وزير العدل (29 أكتوبر 1949 – 7 فبراير 1950).
- انتخب وزير العدل (7 فبراير 1950 – 24 يونيو 1950).
- انتخب وزير العدل (2 يوليو 1950 – 4 يوليو 1950).
- انتخب وزير العدل (12 يوليو 1950 – 28 فبراير 1951).
- انتخب وزير العدل (10 مارس 1951 – 10 يوليو 1951).
- انتخب President of the High Authority of the European Coal and Steel Community ‏ (3 يونيو 1955 – 13 يناير 1958).
- انتخب رئيس مجلس الوزراء  [لغات أخرى]‏ (8 يناير 1953 – 28 يونيو 1953).
- انتخب عضو المجلس العام  [لغات أخرى]‏.
- انتخب رئيس بلدية.
- انتخب نائب فرنسي.

## روابط خارجية
- رينيه ماير على موقع مونزينجر (الألمانية)